# Verbandsgemeinde Lauterecken

Lage der Verbandsgemeinde im Landkreis Kusel

Die Verbandsgemeinde Lauterecken war eine Gebietskörperschaft im Landkreis Kusel in Rheinland-Pfalz. Der Verbandsgemeinde gehörten die Stadt Lauterecken sowie 25 weitere Ortsgemeinden an, der Verwaltungssitz war in der namensgebenden Stadt Lauterecken.
Die Verbandsgemeinde Lauterecken wurde zum 1. Juli 2014 aufgelöst, die angehörenden Gemeinden wurden zusammen mit den Gemeinden der ehemaligen Verbandsgemeinde Wolfstein der neuen Verbandsgemeinde Lauterecken-Wolfstein zugeordnet.

## Verbandsangehörige Gemeinden
| Ortsgemeinde, Stadt          | Fläche (km²) | Einwohner |
| ---------------------------- | ------------ | --------- |
| Adenbach                     | 2,94         | 149       |
| Buborn                       | 2,86         | 154       |
| Cronenberg                   | 2,65         | 140       |
| Deimberg                     | 2,12         | 93        |
| Ginsweiler                   | 3,99         | 311       |
| Glanbrücken                  | 4,65         | 487       |
| Grumbach                     | 3,32         | 462       |
| Hausweiler                   | 1,56         | 53        |
| Heinzenhausen                | 2,22         | 285       |
| Herren-Sulzbach              | 2,92         | 153       |
| Hohenöllen                   | 5,17         | 354       |
| Homberg                      | 10,89        | 212       |
| Hoppstädten                  | 6,24         | 288       |
| Kappeln                      | 7,67         | 200       |
| Kirrweiler                   | 6,34         | 174       |
| Langweiler                   | 4,16         | 251       |
| Lauterecken, Stadt           | 8,89         | 2.194     |
| Lohnweiler                   | 4,94         | 395       |
| Medard                       | 5,99         | 482       |
| Merzweiler                   | 2,27         | 183       |
| Nerzweiler                   | 2,13         | 126       |
| Odenbach                     | 7,94         | 858       |
| Offenbach-Hundheim           | 7,84         | 1.147     |
| Sankt Julian                 | 14,07        | 1.128     |
| Unterjeckenbach              | 7,38         | 67        |
| Wiesweiler                   | 3,32         | 408       |
| Verbandsgemeinde Lauterecken | 134,48       | 10.754    |

(Einwohner am 31. Dezember 2012)

## Einwohnerentwicklung
Die Entwicklung der Einwohnerzahl bezogen auf das Gebiet der Verbandsgemeinde Lauterecken zum Zeitpunkt der Auflösung; die Werte von 1871 bis 1987 beruhen auf Volkszählungen:
| Jahr | Einwohner |
| 1815 | 7.722     |
| 1835 | 9.906     |
| 1871 | 11.437    |
| 1905 | 13.473    |
| 1939 | 12.640    |
| 1950 | 14.048    |

| Jahr | Einwohner |
| 1961 | 13.921    |
| 1970 | 13.799    |
| 1987 | 12.556    |
| 1997 | 12.734    |
| 2005 | 11.857    |
| 2011 | 10.904    |

## Verbandsgemeinderat
Der Verbandsgemeinderat Lauterecken bestand aus 28 ehrenamtlichen Ratsmitgliedern und dem hauptamtlichen Bürgermeister als Vorsitzendem.
Sitzverteilung im Verbandsgemeinderat:
| Wahl | SPD | CDU | FDP | FWG | Gesamt   |
| ---- | --- | --- | --- | --- | -------- |
| 2009 | 11  | 6   | 3   | 8   | 28 Sitze |
| 2004 | 12  | 8   | 2   | 6   | 28 Sitze |

## Flächennutzung
Die Bodenfläche betrug 134,48 km² (Stand 31. Dezember 2011):
- Landwirtschaftsfläche 52,2 %
- Waldfläche 39,2 %
- Wasserfläche 0,8 %
- Siedlungs- und Verkehrsfläche 9,6 %
- Sonstige Flächen 0,2 %

## Bildung
Die Verbandsgemeinde verfügte über zwei Grundschulen, eine Realschule plus, eine Förderschule und ein Gymnasium.